# Улани (Австро-Угорщина)

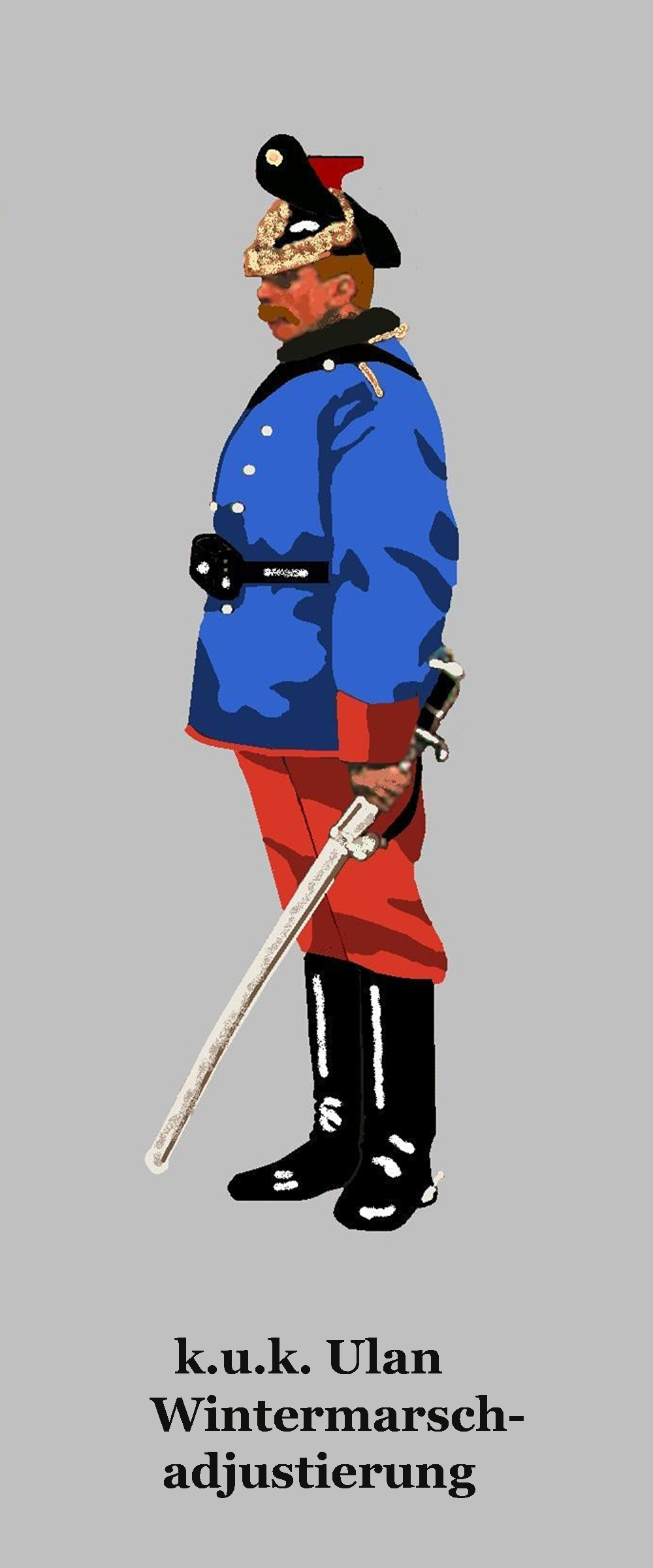
Улан у зимовому обмундируванні

Улани (Цісарсько-королівські улани) — як і драгуни та гусари були складовою частиною кавалерії Збройних Сил Австро-Угорщини. 
15 травня 1867 року Австрійська імперія трансформувалася у дуалістичну монархію (Австро-Угорщину). Причиною цьому була поразка Австрії у війні проти Пруссії, яка послабила монархію і змусила її піти на поступки угорцями. Отримавши автономію, угорці почали створювати і власну армію — Ландвер Угорського королівства, тобто угорське ополчення, яке не входило до складу спільної австро-угорської армії. В Ціслетанії (австрійські частині імперії) також був створений власний ландвер. Таким чином, в Австро-Угорщині було три різні армії: спільна, королівський угорський ландвер та цісарсько-королівський ландвер. Кожна з них мала власні кавалерійські підрозділи.

## Створення
- До складу Спільної армії входило 11 полків уланів, а до цісарсько-королівського ландверу — 6. Традиційно найбільше рекрутів для підрозділів уланів набирали у Королівстві Галичини та Лодомерії. Більшість полків (крім деяких винятків) теж базувалися там.

- Полк уланів цісарсько-королівської армії складався з двох дивізіонів, в кожному з яких було 3 ескадрони. Крім того, входили різні допоміжні підрозділи: телеграфна служба, запасні ескадрони, інженерні взводи.

## Полки уланів Цісарсько-Королівської армії
Назви полків вказані станом на 1914 рік:
- Галицький полк уланів Ріттер фон Брудермана №1
- Галицький полк уланів князя Шварценбергського №2
- Галицький полк уланів ерцгерцога Карла №3
- Галицький полк уланів Цісара №4
- Угорсько-хорватський полк уланів російського імператора Миколи ІІ №5
- Галицький полк уланів імператора Йосифа ІІ №6
- Галицький полк уланів Франца Фердинанда №7
- Галицький полк уланів графа Ауершперґа №8
- Богемський полк уланів російського імператор Олександра ІІ №11
- Угорський (хорватсько-словенський) полк уланів графа Гуйна №12
- Галицький полк уланів Бен-Ермолі №13

## Полки уланів Ландверу
Інформація про полки станом на 1914 рік:
- 1-й полк уланів

Національний склад полку — 65 % українців, 30 % поляків, 5 % інших.

Набір рекрутів — Львів: Гарнізон — Львів
- 2-й полк уланів

Національний склад полку — 58 % чехів, 42 % інших.
Набір рекрутів — Літомержіце: Гарнізон — Високе Мито
- 3-й полк уланів

Національний склад полку — 69 % поляків, 26 % українців, 5 % інших.
Набір рекрутів — Перемишль: Гарнізон — Ряшів
- 4-й полк уланів

Національний склад полку — 85 % поляків, 15 % інших.
Набір рекрутів — Краків.
Гарнізон — Оломоуц.
- 5-й полк уланів

Національний склад полку — 97 % німців, 3 % інших.
Набір рекрутів — Відень: Гарнізон — Штоккерау
- 6-й полк уланів

Національний склад полку — 60 % німців, 39 % чехів, 1 % інших: Набір рекрутів — Прага: Гарнізон — Вельс

## Уніформа

### Чапка

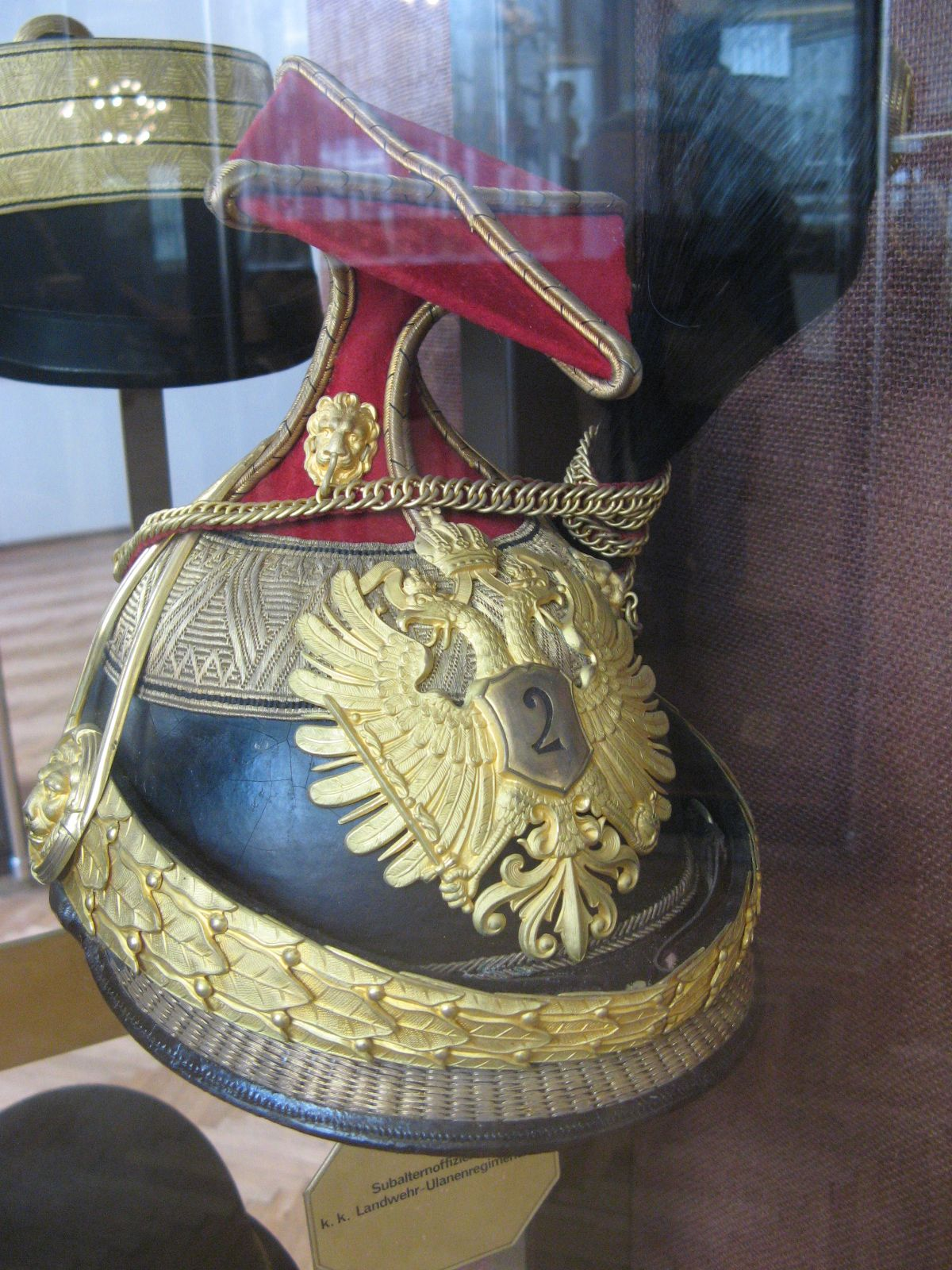
Чапка офіцера 2-го полку уланів

Чапка (пол. Tschapka, з польської мови «шапка») — головний убір уланів. Складається з шолому з козирком від сонця. Форма шолому — напівсферична, чорна, з бичачої шкіри. Зверху нашита насадка з чотирьох площин, які сходяться. Кінець насадки має квадратну форму. Насадка має різний колір залежно від полку.

### Уланка
Уланка — верхня частина уніформи уланів. Спочатку уланки були запроваджені у Пруссії у 1853 році. Вирізняються нагрудником, по двох боках якого пришиті ґудзики. В австро-угорських уланів — по 10 ґудзиків з кожного боку. 
В передній частині уланки, в районі грудей та живота знаходилися дві глибокі кишені. Лацкани рукавів з тканини рубінового кольору. Комірці — обшиті тканиною, колір якої відповідає кольорам відповідного полку. На лівому плечі — петлиця. Офіцерська форма підшита знизу м'якою шерстяною тканиною (тибет), червоного кольору, а на талії прикрашена торочками.
В зимовий період улани носили пельцуланки — уланки підшиті хутром ягняти.

### Польова кепка
Польова кепка (нім. Feldkappe) — використовувалася під час якоїсь роботи чи порівняно безпечного виконання служби. Зроблена за зразком легкого головного убору піхоти. Офіцери носили також копію головного убору офіцерів піхоти.

### Штани
Штани (нім. Stiefelhose) мали специфічний покрій, зумовлений родом військ. У верхній частині широкого покриття, штанини звужуються і заправляються в чоботи. Спереду на стегні одна кишеня. Частина штанів на сідницях могла бути обшита для зміцнення ще одним шаром сукна такого ж кольору.

### Чоботи
Стандартні для всієї кавалерії, за винятком гусарів.

## Розпізнавальні кольори цісарсько-королівських полків
| Полк | Колір ґудзиків | Обшивка шапки     |
| ---- | -------------- | ----------------- |
| 1    | жовтий         | жовтий цісарський |
| 2    | жовтий         | темно-зелений     |
| 3    | жовтий         | рубіновий         |
| 4    | жовтий         | білий             |
| 5    | жовтий         | блакитний         |
| 6    | білий          | жовтий цісарський |
| 7    | білий          | темно-зелений     |
| 8    | білий          | рубіновий         |
| 11   | білий          | вишневий          |
| 12   | жовтий         | темносиній        |
| 13   | білий          | темно-синій       |

## Озброєння
Стандартним озброєнням драгунів, як і інших кавалерійських підрозділів, був карабін Штаєр, який характеризувався високою скорострільністю. ЇЇ заряджання здійснюється за допомогою обойми з п'ятьма набоями поміщеними в металічну пачку, яка залишається в магазині до використання всіх набоїв. Офіцери мали офіцерські револьвери. Також револьвери (Gasser Armeerevolver M 1870/74) могли бути у рядових, які не мали гвинтівки. Патронташ, виготовлений з коричневої шкіри, був прикріплений на поясі.
Також використовувалася кавалерійська шабля Kavalleriesäbel M 1869, тобто зразка 1869 року. Ефес офіцерської шаблі був прикрашений посрібленою ниткою. До кожної шаблі був прикріплений темляк - петля з ременя або стрічки. Вона відрізнялася своїм кольором у офіцерів різного рангу та рядових.

## Зовнішні посилання
- Google Books: Die Reiter-regimenter der K.k.oesterreichischen Armee: Historische Skizzen, chronologisch geordnete Bruchstücke Regimenterweise bearbeitet
- Сайт присвячений австро-угорській армії: http://www.austro-hungarian-army.co.uk